# 日本での敵国人の抑留
日本での敵国人の抑留（にほんでのてきこくじんのよくりゅう）では、第二次世界大戦中の日本における、交戦国民の抑留について説明する。

## 概要
第二次世界大戦中、アメリカ合衆国では約12万人の日系人が強制収容所に抑留されたが（日系人の強制収容）、日本では合計1,100人前後の敵国（連合国）の民間人が収容所に抑留された。

## 経過
1941年12月8日、真珠湾攻撃によって日本が第二次世界大戦に参戦すると、英米の大使（ジョゼフ・グルー、ロバート・クレイギー）や外交官が大使館などに軟禁されたが、それと並行して、日本に残留・在住していたアメリカ人やイギリス人などの民間の敵国人342人（主として成年男性）が日本各地の収容所に抑留された。この中には、商社などに勤務していた者もいたが、キリスト教関係者も多かった。特にカトリック教会では、ローマ教皇ピウス12世が引き揚げを指示しなかったことから、開戦時点で多くのカトリック聖職者が日本に残留し、そのうちアメリカやイギリスの国籍を有する者が抑留された。また、日本軍が占領した地域（アッツ島など）に住んでいた住民や、拿捕した船舶（第二氷川丸など）に乗っていた者も、一部は日本に連行して抑留された。抑留所に指定されたのは、教会、修道院、ミッションスクールの校舎など、洋風の建物が多かった。
抑留された人数は、時期によって増減があった。増える要因としては、スパイ防止などのために女性も抑留されるようになったことや、イタリアが降伏して日本にとって敵国になったことでイタリア人も抑留されるようになったことなどが挙げられる。減る要因としては、交換船による帰国や、病気療養による釈放などがあった。日本で大戦中に抑留された民間人（外交官とその家族らは除く）の合計人数は、小宮まゆみは「およそ1,180人」としているが、大橋尚泰は戦争末期の「抑留」を集団疎開の文脈で捉えることで除外し、合計「1,058人」としている。

## 抑留所の例
- 小樽の若竹町（現在の勝納町）の木造施設、のちに清水町（アッツ島の先住民が抑留された）
- 仙台の善き牧者会修道院（大橋尚泰「敵国民間人の抑留とマリー゠エマニュエル修道女」p.165-168で言及）
- 福島のノートルダム修道院（紺野滋『福島にあった秘められた抑留所』、遠藤雅子『赤いポピーは忘れない』の舞台）
- 東京の菫女学院（現田園調布雙葉学園）（オリヴ・ハジス、メーベル・フランシス、フォスコ・マライーニが抑留された）
- 東京の田園調布の聖フランシスコ修道院（イタリア大使など大使館員らとその家族が抑留された）
- 東京の文教区関口台の小神学校（志村辰弥『教会秘話』p.64で言及）
- 神奈川県の根岸競馬場の洋館
- 神奈川県の山北の暁星中学の夏期施設「マリア会山荘」（シディングハム・イーンド・デュア『英国人青年の抑留日記』の舞台）
- 名古屋の松坂屋の社員向け保養施設「天白寮」（望月紀子『ダーチャと日本の強制収容所』、石戸谷滋『フォスコの愛した日本』、フォスコ・マライーニ『随筆日本』の舞台）
- 神戸の洋風ホテル「イースタン・ロッヂ」（マリー゠エマニュエル・グレゴリー『長崎の原爆で終わった抑留』の舞台）
- 広島県三次のメソジスト派の幼稚園「愛光保健園」（三神國隆『海軍病院船はなぜ沈められたか ― 第二氷川丸の航跡』の舞台）
- 長崎の聖母の騎士修道院の付属の小神学校（マリー゠エマニュエル・グレゴリー『長崎の原爆で終わった抑留』の舞台）

## 抑留された著名人
- オットー・トリシャス（『トーキョー・レコード』の著者）
- オリヴ・ハジス
- J・B・ハリス
- メーベル・フランシス
- フォスコ・マライーニ
- ポール・ラッシュ

### 総論
- 高木一雄『大正・昭和カトリック教会史3』聖母の騎士社、1985年。
- 小宮まゆみ『敵国人抑留』吉川弘文館、2009年。ISBN 464205667X。
- 大橋尚泰「敵国民間人の抑留とマリー゠エマニュエル修道女」、マリー゠エマニュエル・グレゴリー『長崎の原爆で終わった抑留』えにし書房、2022年。ISBN 4867221104。

### 抑留者本人による記録・回想録
- マリー゠エマニュエル・グレゴリー『長崎の原爆で終わった抑留』、えにし書房、2022年。
- シディングハム・イーンド・デュア『英国人青年の抑留日記　戦時下日本の敵国人抑留所』、論創社、2021年。
- ローランド・ハーカー「日本日記」、『青山学院と平和へのメッセージ』、1988年。
- メーベル・フランシス『ひとりが千人を追う』、いのちのことば社、1969年。
- セルギウス・ペシェク『越えて来た道』、聖母の騎士社、1996年。
- フォスコ・マライーニ『随筆日本　イタリア人の見た昭和の日本』、松籟社、2009年。

### 各論、伝記、付随的に言及されているもの
- 石戸谷滋『フォスコの愛した日本』、風媒社、1989年。
- 石田貞「証言埼玉抑留所（証言者竹沢正義）」、「埼玉県近代史研究」創刊号、1994年。
- 遠藤雅子『赤いポピーは忘れない ― 横浜・もう一つの外人墓地』、グラフ社、2002年。
- オリーヴ・ハジス他『私たちのハジス先生』、成美学園、1965年。
- 紺野滋『福島にあった秘められた抑留所』、歴史春秋社、1991年。
- 志村辰弥『教会秘話』、中央出版社、1971年。
- スチュアート・ヘンリ「昭和十七年小樽　四十名のアリュート人」、「諸君！」1980年10月号。
- スチュアート・ヘンリ「アリュート民族と戦後補償：歴史に隠された連行事件」、「法学セミナー」477号（1994年）。
- アントニオ平秀應『宣教師たちの遺産　フランシスコ会カナダ管区』、フランシスコ会アントニオ神学院、1988年。
- 福林徹「神戸にあった捕虜収容所と敵性外国民間人抑留所」、「歴史地理教育」722号、歴史教育者協議会、2007年11月。
- 三神國隆『海軍病院船はなぜ沈められたか ― 第二氷川丸の航跡』、光人社ＮＦ文庫、2005年。
- 望月紀子『ダーチャと日本の強制収容所』、未来社、2015年。
- 和田勝恵「三次にあった敵国人抑留所」、季刊「広島人」1992年夏季号。